# Remuta
Remuta (německy Remuta) je malá vesnice, část obce Trpišovice v okrese Havlíčkův Brod. Nachází se asi 1,5 km na východ od Trpišovic. V roce 2009 zde bylo evidováno 25 adres. V roce 2001 zde trvale žilo 8 obyvatel.
Remuta leží v katastrálním území Koňkovice o výměře 3,53 km².